# Movistar Team

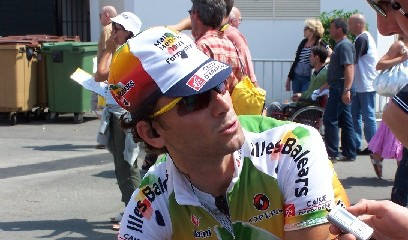
Caisse d’Epargne-cyklisten Alejandro Valverde

Movistar Team (MOV) är ett cykelstall som tillhör UCI ProTour. Stallet startade i cykelsporten som Reynolds 1981, men bytte senare namn till Banesto, det var för detta stall som den femfaldiga vinnaren av Tour de France Miguel Indurain, vinnaren av Tour de France 1987 Pedro ”Perico” Delgado, den tvåfaldiga vinnaren av Vuelta a España Alex Zülle och den flerfaldiga etappvinnaren på Vuelta a España José María Jiménez tävlade. Illes Balears tog över sponsorskapet från ibanesto.com 2003, och den franska banken Caisse d’Epargne tog över huvudsponsorskapet 2006, 2011 bytte de namn till Movistar Team då det spanska telefoniföretaget Movistar tog över som huvudsponsor. 
Laget, även under tiden som Illes Balears, har många baskiska ledare och cyklister. Men de är inte ens i närheten lika baskiska som Euskaltel-Euskadi som närmast enbart har baskiska cyklister. 
Movistar Team cyklar på cyklar från Canyon. 
Caisse d’Epargnes cyklist Oscar Pereiro Sio vann Tour de France 2006, efter att vinnaren Floyd Landis testades positivt för dopning.
Caisse d’Epargne vann lagtävlingen i Vuelta a España 2007.
Alejandro Valverde vann La Flèche Wallone och Liège-Bastogne-Liège under 2006.
Nairo Quintana vann Giro d'Italia 2014.

## Laguppställning

### 2017
| Laguppställning 2017                     | Laguppställning 2017 | Laguppställning 2017                       | Laguppställning 2017 |
| Namn                                     | Födelsedatum         | Tidigare lag                               |                      |
| ---------------------------------------- | -------------------- | ------------------------------------------ | -------------------- |
| Andrey Amador                            | 29 augusti 1986      | Lizarte (2008)                             |                      |
| Winner Anacona                           | 11 augusti 1988      | Lampre-Merida (2014)                       |                      |
| Jorge Arcas                              | 8 juli 1992          | Lizarte (2015)                             |                      |
| Carlos Barbero                           | 29 april 1991        | Caja Rural-Seguros RGA (2016)              |                      |
| Daniele Bennati                          | 24 september 1980    | Tinkoff (2016)                             |                      |
| Carlos Alberto Betancourt                | 13 oktober 1989      | AG2R La Mondiale (2015)                    |                      |
| Nuno Bico                                | 3 juli 1994          | Klein Constantia (2016)                    |                      |
| Richard Carapaz                          | 29 maj 1993          | Lizarte (2016)                             |                      |
| Héctor Carretero                         | 28 maj 1995          | Lizarte (2016)                             |                      |
| Jonathan Castroviejo                     | 27 april 1987        | Euskaltel-Euskadi (2011)                   |                      |
| Víctor de la Parte                       | 22 juni 1986         | CCC Sprandi Polkowice (2016)               |                      |
| Alex Dowsett                             | 3 oktober 1988       | Team Sky (2012)                            |                      |
| Imanol Erviti                            | 15 november 1983     |                                            |                      |
| Rubén Fernández Andújar                  | 1 mars 1991          | Caja Rural-Seguros RGA (2014)              |                      |
| José Herrada                             | 1 oktober 1985       | Caja Rural (2011)                          |                      |
| Jesús Herrada                            | 26 juli 1990         | Caja Rural amateur (2010)                  |                      |
| Gorka Izagirre                           | 7 oktober 1987       | Euskaltel Euskadi (2013)                   |                      |
| Adriano Malori (1 jan–10 jul, not)       | 28 januari 1988      | Lampre-Merida (2013)                       |                      |
| Daniel Moreno                            | 5 september 1981     | Katusha (2015)                             |                      |
| Nelson Oliveira                          | 6 mars 1989          | Lampre-Merida (2015)                       |                      |
| Antonio Pedrero                          | 23 oktober 1991      | Inteja-MMR Dominican cycling team (2015)   |                      |
| Dayer Quintana                           | 10 augusti 1992      | Lizarte (2013)                             |                      |
| Nairo Quintana                           | 4 februari 1990      | Colombia es Pasión-Café de Colombia (2011) |                      |
| José Joaquín Rojas                       | 8 juni 1985          | Astana (2006)                              |                      |
| Marc Soler                               | 22 november 1993     | Lizarte-AD Galibier (2014)                 |                      |
| Rory Sutherland                          | 8 februari 1982      | Tinkoff-Saxo (2014)                        |                      |
| Jasha Sütterlin                          | 4 november 1992      | Thüringer Energie Team (2013)              |                      |
| Alejandro Valverde                       | 25 april 1980        | Comunidad Valenciana-Kelme (2004)          |                      |
|                                          |                      |                                            |                      |
| Källor: ProCyclingStats Cycling Quotient |                      |                                            |                      |

not: Adriano Malori, end of sports career

### Movistar Team 2012
| Namn                   | Födelsedatum | Nationalitet | Stall 2011                          |
| Andrey Amador          | 29.08.1986   | Costa Rica   |                                     |
| David Arroyo           | 07.01.1980   | Spanien      |                                     |
| Marzio Bruseghin       | 15.06.1974   | Italien      |                                     |
| Jonathan Castroviejo   | 27.04.1987   | Spanien      | Euskaltel-Euskadi                   |
| Juan José Cobo         | 11.02.1981   | Spanien      | Geox-TMC                            |
| Imanol Erviti          | 15.11.1983   | Spanien      |                                     |
| Rui Costa              | 05.10.1986   | Portugal     |                                     |
| José Iván Gutiérrez    | 27.11.1978   | Spanien      |                                     |
| Jesús Herrada          | 26.07.1990   | Spanien      |                                     |
| José Herrada           | 01.10.1985   | Spanien      | Caja Rural                          |
| Beñat Intxausti        | 20.03.1986   | Spanien      |                                     |
| Javier Iriarte         | 11.11.1986   | Spanien      |                                     |
| Vladimir Karpets       | 20.09.1980   | Ryssland     | Team Katusha                        |
| Vasil Kiryenka         | 28.06.1981   | Belarus      |                                     |
| Ignatas Konovalovas    | 08.12.1985   | Litauen      |                                     |
| Pablo Lastras          | 20.01.1976   | Spanien      |                                     |
| David López            | 13.05.1981   | Spanien      |                                     |
| Ángel Madrazo          | 30.07.1988   | Spanien      |                                     |
| Javier Moreno          | 18.07.1984   | Spanien      | Caja Rural                          |
| Sergio Pardilla        | 16.01.1984   | Spanien      |                                     |
| Rubén Plaza            | 29.02.1980   | Spanien      |                                     |
| Nairo Quintana         | 04.02.1990   | Colombia     | Colombia es Pasión-Café de Colombia |
| José Joaquín Rojas     | 08.06.1985   | Spanien      |                                     |
| Branislaŭ Samojlaŭ     | 25.05.1985   | Belarus      |                                     |
| Enrique Sanz           | 11.09.1989   | Spanien      |                                     |
| Alejandro Valverde     | 25.04.1980   | Spanien      | Avstängd                            |
| Francisco José Ventoso | 06.05.1982   | Spanien      |                                     |
| Giovanni Visconti      | 13.01.1983   | Italien      | Farnese Vini-Neri Sottoli           |

### Caisse d’Epargne 2011
| Namn                       | Födelsedatum | Nationalitet | Stall 2010          |
| Andrey Amador              | 29.08.1986   | Costa Rica   | Caisse d'épargne    |
| David Arroyo               | 07.01.1980   | Spanien      | Caisse d'épargne    |
| Marzio Bruseghin           | 15.06.1974   | Italien      | Caisse d'épargne    |
| Rui Costa                  | 05.10.1986   | Avstängd     |                     |
| Imanol Erviti              | 15.11.1983   | Spanien      | Caisse d'épargne    |
| José Vicente Garcia Acosta | 04.08.1972   | Spanien      | Caisse d'épargne    |
| José Ivan Gutiérrez        | 27.11.1978   | Spanien      | Caisse d'épargne    |
| Jesús Herrada              | 26.07.1990   | Spanien      | Neo-pro             |
| Beñat Intxausti            | 20.03.1986   | Spanien      | Euskaltel-Euskadi   |
| Javier Iriarte             | 11.11.1986   | Spanien      | Lizarte             |
| Vasil Kiryenka             | 28.06.1981   | Belarus      | Caisse d'épargne    |
| Ignatas Konovalovas        | 08.12.1985   | Litauen      | Cervélo TestTeam    |
| Pablo Lastras              | 20.01.1976   | Spanien      | Caisse d'épargne    |
| David López                | 13.05.1981   | Spanien      | Caisse d'épargne    |
| Ángel Madrazo              | 30.07.1988   | Spanien      | Caisse d'épargne    |
| Carlos Oyarzún             | 26.10.1981   | Chile        | Supermercados Froiz |
| Sergio Pardilla            | 16.01.1984   | Spanien      | Carmiooro-NGC       |
| Luis Pasamontes            | 02.10.1979   | Spanien      | Caisse d'épargne    |
| Francisco Pérez            | 22.07.1978   | Spanien      | Caisse d'épargne    |
| Rubén Plaza                | 29.02.1980   | Spanien      | Caisse d'épargne    |
| José Joaquin Rojas         | 08.06.1985   | Spanien      | Caisse d'épargne    |
| Branislaŭ Samojlaŭ         | 25.05.1985   | Belarus      | Quick Step          |
| Enrique Sanz               | 11.09.1989   | Spanien      | Neo-pro             |
| Mauricio Soler             | 14.01.1983   | Colombia     | Caisse d'épargne    |
| Xavier Tondo               | 05.11.1978   | Spanien      | Cervélo TestTeam    |
| Francisco Ventoso          | 06.05.1982   | Spanien      | Carmiooro-NGC       |